# Audax Italiano
Audax Italiano La Florida S.A.D.P., bis 2007 bekannt als Audax Club Sportivo Italiano, ist ein Fußballverein aus dem Viertel La Florida in der chilenischen Hauptstadt Santiago de Chile. Die Farben des 1910 von italienischen Einwanderern zum Zweck des Fahrradsports gegründeten Vereins sind Grün und Weiß. Der vierfache Landesmeister war 1933 eines der acht Gründungsmitglieder der chilenischen Profiliga.
Der Verein nahm seinen heutigen Namen bei seiner Umwandlung in eine Kapitalgesellschaft an und trägt seit diesem Zeitpunkt auch den Namen des Heimatviertels, um seine Verbundenheit auszudrücken. Das Wappen des Vereins behielt die historischen Initialen ACSI.

## Geschichte

### Gründung und Amateurzeit
Der Verein wurde am 30. November 1910 im Hutgeschäft von Alberto Caffi von den italienischen Einwanderern Alberto Caffi, Ruggero Cozzi und Amato Ruggieri als Radsportverein Audax Club Ciclista Italiano (→ Audax) gegründet. Durch die schnelle Zunahme der Mitgliederzahl kamen auch weitere Sportarten dazu. Alberto Caffi selbst blieb über 23 Jahre Präsident und ein Fahrradreifen befindet sich noch heute im Zentrum des Vereinswappens.

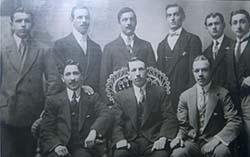
Gründer des Audax Club Ciclista Italiano.

Fußball wird bei Audax seit 1917 gespielt. Es dauerte aber noch bis 1921, bis die entsprechende Abteilung des Vereins unter Führung der Brüder Domingo und Tito Fruttero ins Leben gerufen wurde. Dadurch erfolgte auch die Umbenennung des Vereins in Audax Club Sportivo Italiano und beinhaltete neben Radsport und Fußball auch Leichtathletik, Boxen, Schwimmen und Motorsport. Bereits 1921 trat die Fußballsparte in die Hauptstadtliga Liga Metropolitana ein, wo sie bereits 1924 ihren ersten großen Erfolg feiern konnte, als die Liga und der Chile-Pokal gewonnen werden konnten. Audax zählte in den folgenden Jahren weiterhin zu den führenden Vereinen. 1931 gewann die Mannschaft den Titel der Primera División de la Liga Central, die von der Asociación de Football de Santiago abgehalten wurde.
Bei der Meisterschaft 1932 belegte Audax punktgleich mit Colo-Colo den ersten Platz. Am 9. Dezember 1932 fand das Entscheidungsspiel um die Meisterschaft im Estadio Italiano statt und markierte einen düsteren Punkt in der Historie von Audax. Bei einem Tribüneneinsturz und anschließender Schlägerei starben drei Menschen und 130 weitere wurden teils schwer verletzt. Dass das beim Stand von 2:1 für Colo-Colo abgebrochene Spiel für den Gegner gewertet wurde, war unter diesen Umständen nebensächlich.

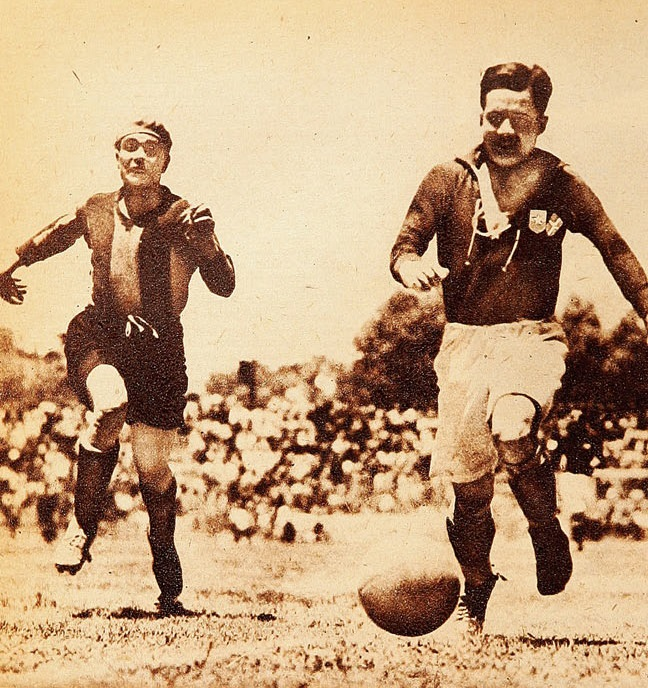
Auf großer Tour 1933: Audax im Spiel gegen den CF Atlante in Mexiko

### Professionalisierung und erster Titel
Von Januar bis Oktober 1933 unternahm die Mannschaft von Audax eine Drei-Amerika-Tour, eine Reise durch Nord-, Mittel- und Südamerika. Von den während der Tournee absolvierten 59 Partien gegen Gegner aus Peru, Mexiko, Costa Rica, El Salvador, Honduras, Kuba, den Vereinigten Staaten, Kanada, Ecuador und Chile gewann die Mannschaft 39 Partien und musste nur 12 Niederlagen hinnehmen. Mit 210:110 Toren beendete Audax Italiano die Reise.
Als 1933 die chilenische Profiliga ihren Spielbetrieb aufnahm, befand sich die Mannschaft anfangs noch auf Reisen. Sie wurde am Ende Fünfter der acht Mannschaften, die die Liga begründeten. Das Eröffnungsspiel gewann Audax im Estadio Santa Laura gegen Morning Star mit 3:1. In der nächsten Saison folgte die erste Vizemeisterschaft mit zwei Punkten Rückstand auf Titelverteidiger CD Magallanes. 1935 waren beide Mannschaften am Ende punktgleich. Magallanes konnte sich aber am grünen Tisch einen weiteren Punkt erstreiten und erreichte dadurch einen Meisterschaftshattrick.
1936 gelang Audax der Gewinn der Meisterschaft mit sieben Siegen, zwei Unentschieden bei nur einer Niederlage. In diesem Jahr ragten neben Stürmer Carlos Giudice der Costa-Ricaner Hernán Bolaños, Torschützenkönig der Meisterschaft mit 14 Toren, die Verteidiger Ascanio Cortés und Humberto Roa und eine als «Stahllinie» bekannte Mittelfeldlinie bestehend aus Enrique Araneda, Guillermo Riveros und Guillermo Gornall heraus. 1937 erreichte Audax das Finale des Vorsaisonturnieres Campeonato de Apertura, unterlag aber dort dem damaligen Erzrivalen Magallanes mit 0:2. Vor der Folgesaison gab es im Finale desselben Turniers gegen Colo-Colo eine 1:3-Niederlage. 1941 zog Audax zum dritten Mal in das Finale des Wettbewerbes ein und konnte sich diesmal nach einem 2:1 gegen Magallanes den ersten Titel dieses Turniers sichern. 1943 und 1944 kamen die Audinos zu zwei weiteren Finalteilnahmen, unterlagen aber jeweils gegen Santiago Morning, eine der Spitzenmannschaften jener Ära.

### Drei neue Titel
Nach eher durchwachsenen Jahren in den Meisterschaften der späten 1930er und frühen 1940er Jahre, in denen das Team im Mittelfeld der Tabelle landete, erreichte Audax 1944 Platz 2 mit nur einem Punkt hinter Colo-Colo. Es sollte insgesamt 10 Jahre dauern, bis Audax 1946 seinen zweiten Titel in der Meisterschaft gewann. 1947 wurden die Itálicos erneut Vizemeister, Colo-Colo holte mit deutlichem Vorsprung die Meisterschaft. 1948 holte Audax unter Trainer Salvador Nocetti und den Führungsspielern Daniel Chirinos, Carlos Atlagic und Torschützenkönig Juan Zárate (22 Tore) den dritten chilenischen Meistertitel, wobei dieser schon drei Spieltage vor Saisonende mit dem Auswärtssieg im Estadio Sausalito bei Everton de Viña del Mar gesichert werden konnte. Mit der Meisterschaft von 1948 neigte sich die goldene Ära des Vereines dem Ende zu. 1951 stand das Team von Audax nach Hin- und Rückserie an der Tabellenspitze, allerdings wurde aufgrund des geänderten Modus eine Finalrunde gespielt, die zu den bisherigen hinzuaddiert wurde. So stand Audax am Ende punktgleich mit Unión Española auf dem erste Rang. Das Entscheidungsspiel um die Meisterschaft gewannen die Spanier durch einen Elfmeter in der 74. Spielminute mit 1:0. Trotz Mittelfeldplätze in den beiden Folgejahren blieb Trainer Ladislao Pakozdi im Amt und holt mit dem Team 1957 den vierten Meistertitel. Herausragender Spieler bei Audax war Torhüter Daniel Chirinos, der seine dritte Meisterschaft mit Audax holte.

### Sturz ins Mittelmaß und Abstieg
Fortan machten meist Colo-Colo und die Universitätsmannschaften der Universidad de Chile und der Katholischen Universität die Meisterschaft untereinander aus. Audax versank ins Mittelmaß. Das beste Resultat in den 1960er Jahren war 1968 ein sechster Platz, 10 Punkte hinter Meister Santiago Wanderers. Torschützenkönig wurde Audax-Spieler Carlos Reinoso mit 21 Toren. 1971 landete der Klub auf dem letzten Tabellenplatz, punktgleich mit Lota Schwager, so dass in einem Relegationsspiel der Absteiger ermittelt wurde. Lota Schwager gewann die Partie, die in Talca ausgetragen wurde, mit 2:1 und konnte so den Ligaverbleib feiern. Audax stieg dagegen das erste Mal in der Vereinsgeschichte in die zweite Liga ab. Vier Jahre spielte Audax mit unregelmäßigen Leistungen in der unteren Liga, ehe das Team 1976 den vierten Platz und damit einen Liguilla-Platz belegte. In der anschließenden Liguilla erreichte Audax Platz 2, der zum Aufstieg reichte.

### Schwankungen in der 1. Liga und erneuter Abstieg
Zurück in der Primera División gelang es dem Verein nicht, an ruhmreiche Tage der Vergangenheit anzuknüpfen, er erreichte im besten Fall Mittelfeldplätze. 1979 musste Audax mit Erstligist Santiago Wanderers in die Relegationsliga, in der das Team gegen die Zweitligisten Deportes Arica und Independiente de Cauquenes antreten musste. Platz 2 hinter den Wanderers reichte zum Ligaerhalt. In der Copa Chile 1981 konnte Audax bis ins Finale kommen und wurde erst dort von CSD Colo-Colo deutlich mit 5:1 ausgeschaltet. Auf dem Weg eliminierte Audax den Copa Libertadores-Finalisten CD Cobreloa mit 2:1. Bereits in der Saison 1983 belegte Audax den letzten Platz unter 22 Teams, aber das Team rettete sich vor dem Abstieg, da die Teilnehmerzahl auf 26 erhöht wurde. 1984 stand Audax am Saisonende auf dem Relegationsplatz. Im Spiel gegen CD Trasandino setzte sich das Team italienischer Einwanderer klar mit 3:0 durch und spielte weiterhin erstklassig. Dies änderte sich mit dem Abstieg 1986, wo Audax mit zehn Punkten Rückstand auf einen Nichtabstiegsplatz 17. der Liga wurde. 1988 wäre es fast zum Abstieg in die Drittklassigkeit gekommen, allerdings konnte sich Audax in den Relegationsspielen gegen Malleco Unido durchsetzen. Im gleichen Jahr zog der Verein aufgrund geringer Zuschauerunterstützung in das Estadio Municipal der Gemeinde La Florida im Süden Santiagos.

### Rückkehr und Etablierung in der Primera División
Unter Manager Jorge Aravena gelang Audax die lang ersehnte Rückkehr in die erste Liga. Mit namhaften Spielern wie Fernando Astengo, Pablo Ortega, Marco Villaseca, Sammy Moreno, Alejandro Carrasco, Rodrigo Delgado, Marcelo Peña, Fabián Vásquez, dem Paraguayer Evaristo Masi, Guillermo Montoille, Marcelo Peña und Mario Araya empfing Audax am letzten Spieltag die punktgleichen Santiago Wanderers. Das Spiel endete mit 0:0 und somit stiegen beide Teams in die Primera División auf. CD Cobresal musste sich mit einem Punkt weniger mit dem Ligaverbleib begnügen. Die Entscheidungsspiele um die Zweitligameisterschaft gewannen die Santiago Wanderers mit 2:0 und 2:1.
1996 erreichte das Team den 4. Platz und erreichte somit die Entscheidungsspiele zur Copa Libertadores. Hier schied das Team gegen CD Cobreloa im Halbfinale aus. In der Saison 1997 wurde die Meisterschaft in Apertura und Clausura unterteilt, wo Audax erst Platz 13 und dann Platz 3 erzielte. 1998 erreichte der Klub das Finale der Copa Chile, verlor dort allerdings gegen Universidad de Chile. Auch wenn der Klub in der Meisterschaft desselben Jahres nur knapp den Relegationsspielen um einen Punkt entkommen konnte, hatte sich Audax als Mittelfeldmannschaft der Primera División etabliert. Dadurch, dass Pokalsieger Universidad an der Copa Mercosur teilnahm und auf den Startplatz an der Copa Conmebol 1998, einem Vorläufer der heutigen Copa Sudamericana, verzichtete, rückte Audax als Finalist nach. Die erste internationale Teilnahme des Vereins endete aber schnell. In der ersten Runde scheiterte Audax am argentinischen Vertreter Rosario Central mit 2:1 nach Hin- und Rückspiel.
Der Paraguayer Salvador Cabañas 2003 und Carlos Villanueva 2007 wurden die ersten Torschützenkönige von Audax seit Carlos Reinoso im Jahr 1968. Villanueva wurde im selben Jahr auch Fußballer des Jahres in Chile. Am wichtigsten war aber die Vizemeisterschaft im Clausura-Turnier 2006.

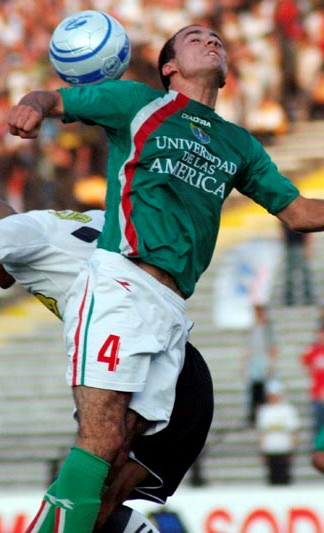
Humberto Suazo 2006 im Trikot von Audax

### Internationale Teilnahmen
Für die jüngsten Erfolge wurde Audax Italiano 2007 und 2008 auch mit seinen beiden ersten Copa-Libertadores-Teilnahmen belohnt. Beide Male scheiterte der Klub knapp in der Gruppenphase. Als Gewinner der Liguilla nahm Audax 2007 erstmals an der 2002 ins Leben gerufenen Copa Sudamericana teil. Das Team überstand die Qualifikationsrunde gegen den bolivianischen Verein Club Jorge Wilstermann, musste sich aber in der ersten Runde Lokalrivale Colo-Colo nach der Auswärtstorregel geschlagen geben. 10 Jahre dauerte es, bis sich der Verein wieder für einen internationalen Wettbewerb qualifizierte. Bei der Copa Sudamericana 2018 scheiterte Audax in der ersten Runde an Botafogo FR, bei der Copa Sudamericana 2020 nach Sieg über Real Garcilaso am bolivianischen Club Bolívar. Im Jahr 2021 konnte sich Audax am letzten Spieltag der Saison den dritten Tabellenplatz in der Liga sichern und somit nach längerer Abstinenz wieder für die Copa Libertadores qualifizieren. 2022 steigt der Verein in der zweiten Qualifikationsrunde in den Wettbewerb ein.

## Rivalitäten
Besondere traditionelle Rivalen sind der CD Palestino, ein Verein palästinensischer Einwanderer in Chile, und Unión Española, der von Nachkommen der spanischen Einwanderer des 16. bis 18. Jahrhunderts gegründete Klub. Die Spiele gegen beide Teams werden als Clásico de colonias (dt.: Klassiker der Kolonien) bezeichnet. Gerade gegen Unión Española entflammte in den 1920er Jahren die Rivalität aufgrund der Erfolge beider Teams, die bis heute anhält, allerdings nicht mehr so stark ausgeprägt ist.
Durch die Erfolge in den 1940ern und 1950ern von Audax bestand auch Rivalität zum engsten Widersacher Colo-Colo, dem Clásico Criollo (dt.: kreolischer Klassiker). Durch die schwierigen Jahre von Audax mit den Abstiegen 1971 und 1986 endete auch die Rivalität.

## Stadion

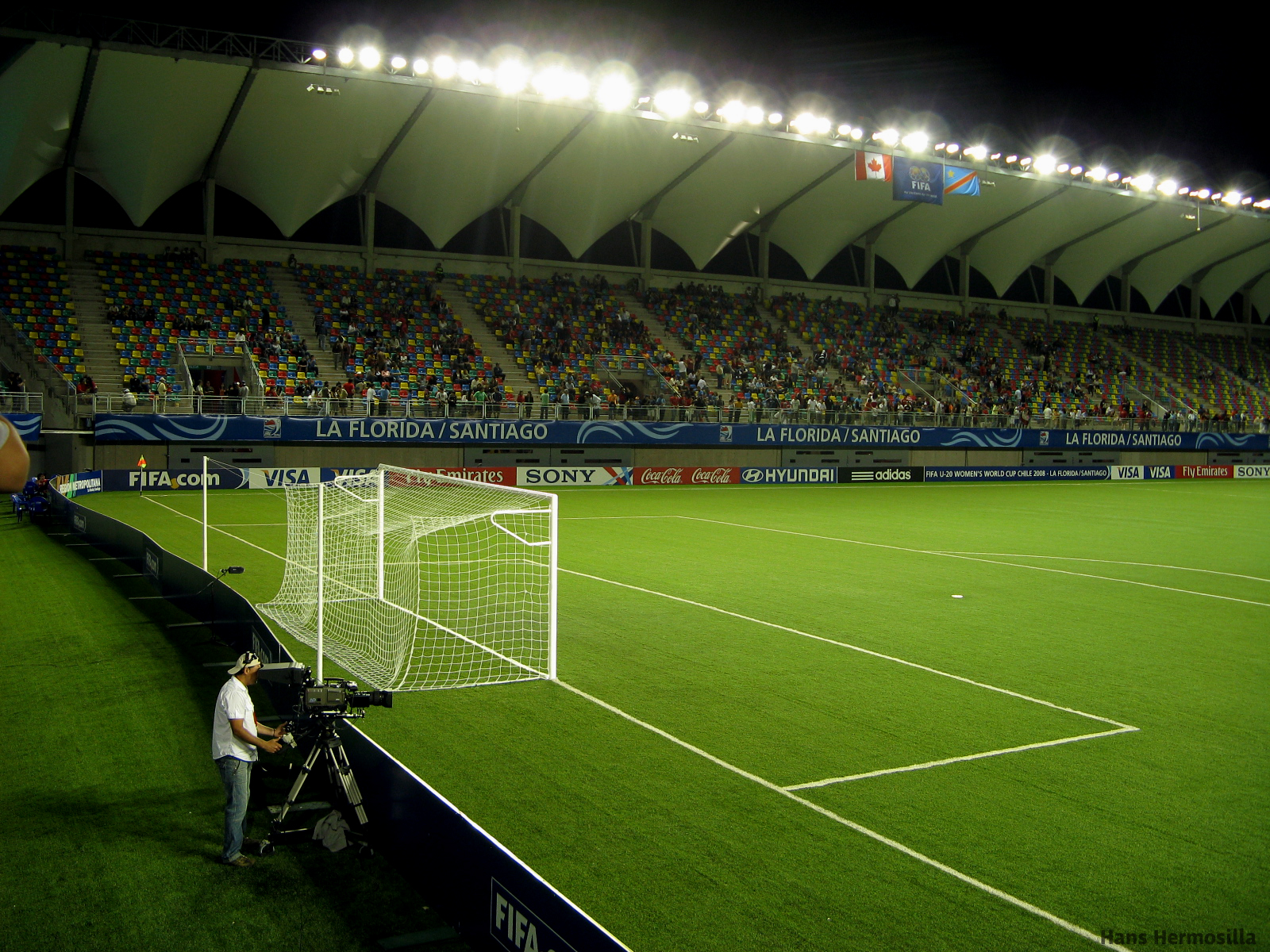
Das Estadio Bicentenario Municipal de La Florida bei der U20-Frauen-WM 2008

Das Heimstadion von Audax ist seit 1986 das Estadio Bicentenario Municipal de La Florida. Das gemeindeeigene Stadion wurde in diesem Jahr eingeweiht und fasst seit der Modernisierung 12.000 Plätze. Es hat eine Spielfläche aus Kunstrasen. Das Stadion ist Teil eines größeren Sportkomplexes der auch Trainingsfelder, Rehabilitationszentrum und eine Fußballschule aufweist.
Das Stadion wurde für die 2008 stattfindende U-20-Fußball-Weltmeisterschaft der Frauen modernisiert und die Kapazität auf 12.000 Plätze erhöht. Die Eröffnungspartie war ein Freundschaftsländerspiel am 13. November 2008 zwischen den Frauenmannschaften von Chile und Frankreich.
Zu den Anfangszeiten hatte Audax in verschiedenen Stadien der Stadt gespielt, bis 1928 das Estadio Italiano fertiggestellt wurde. Das Stadion hatte ein Fassungsvermögen von 10.000 Zuschauern und lag in der Gemeinde Independencia in der Nähe des Hauptfriedhofs. Nach dem Tribüneneinsturz 1932 spielte der Klub in verschiedenen Stadien der Stadt: im Estadio Santa Laura, bis zur Schließung 1937 im Campos de Sports de Ñuñoa und ab 1938 im Estadio Nacional.

## Erfolge
- Meister von Chile: 1936, 1946, 1948, 1957
- Campeonato de Apertura: 1941

## Trainer
- Luis Álamos (1967–1968)

## Erstliga-Torschützenkönige v
- 1934: Carlos Giudice (19 Tore)
- 1936: Hernán Bolaños (14 Tore)
- 1937: Hernán Bolaños (16 Tore)
- 1944: Juan Alcántara (19 Tore)
- 1945: Hugo Giorgi (17 Tore)
- 1948: Juan Zárate (22 Tore)
- 1951: Carlos Tello (21 Tore)
- 1968: Carlos Reinoso (21 Tore)
- 2003-A: Salvador Cabañas (18 Tore)
- 2007-C: Carlos Villanueva (20 Tore)